# The Miracle of Love (film)
The Miracle of Love er en amerikansk stumfilm fra 1919 af Robert Z. Leonard.

## Medvirkende
- Lucy Cotton
- Blanche Davenport
- Leila Blow som Lady Emily
- Jackie Saunders som Cornelia Kirby
- Wyndham Standing som Clive Herbert